# 모티프 (위젯 툴킷)

Xt와 관련 라이브러리

X Window System graphics stack

모티프(Motif)는 X 윈도 시스템을 위한 그래픽 사용자 인터페이스 툴킷이고, 유닉스와 POSIX 호환 시스템에서 작동한다. 1980년대 유닉스 워크스테이션이 등장했을 때 시작되었다.
이 툴킷은 IEEE 1295라는 별명을 가지고 있고, 툴킷과 구분하기 위해서 IEEE 1295를 주로 모티프 API라고 부른다. 이것은 공통 데스크톱 환경의 툴킷으로 사용된다. 버전 2.1부터 유니코드를 지원해서 다국어 환경을 지원하게 되었다.
모티프의 특징은 각종 인터페이스에 네모난 3차원 도형을 사용한다는 것이다. 예로 메뉴, 단추, 슬라이더, 텍스트 상자 등이 있다. 이것은 마이크로소프트 윈도우 3.x의 형태와 상당히 비슷했다.
김프 툴킷나 Qt 같은 툴킷에 비해서 오래되었다고 하는 사람도 있다. 썬 마이크로시스템즈에서도 여태까지 모티프를 사용하다가 GTK+와 그놈으로 전환한다고 선언하였다. 하지만 우주 산업 같은 중요한 곳에서는 아직도 모티프가 쓰이고 있다.
모티프는 오픈 소프트웨어 재단이 만들었고, 현재 오픈 그룹에서 관리하고 있다. 모티프 API의 구현체는 상당히 적은데, 모티프 툴킷은 그것을 최초로 구현한 것이다. 오픈 모티프는 원본 모티프를 좀 더 자유로운 라이선스로 구현한 것이다. LessTif 프로젝트는 LGPL 라이선스 하에 공개된 모티프 API이다.

## 같이 보기
- X 윈도 시스템
- 공통 데스크톱 환경
- 오픈 모티프
- LessTif
- 김프 툴킷와 그놈
- Qt와 KDE
- 4dwm